# دوري كرة القدم الإنجليزي 1902–03
دوري كرة القدم الإنجليزي 1902–03 هو موسم من دوري كرة القدم الإنجليزي. أقيم خلال الفترة 1 سبتمبر 1902 وحتى 27 أبريل 1903، وفاز فيه شيفيلد وينزداي.